# كيني كلارك (لاعب كرة قدم)
كيني كلارك (بالإنجليزية: Kenny Clark)‏ هو لاعب كرة قدم وحكم كرة قدم ومدرب كرة قدم بريطاني، ولد في 1 نوفمبر 1961 في اسكتلندا في المملكة المتحدة.